# Kraljevi kvarta (2008.)
Kraljevi kvarta - američki akcijsko-kriminalistički film iz 2008. koji je režirao David Ayer, a u kojem glume Keanu Reeves, Hugh Laurie, Forest Whitaker i Chris Evans. Počeo se prikazivati 11. travnja 2008.
Prvotne nacrte scenarija je napisao James Ellroy kasnih 1990-ih pod nazivom The Night Watchman.

## Vanjske poveznice
- Službena stranica  Arhivirana inačica izvorne stranice od 3. prosinca 2019. (Wayback Machine)
- Kraljevi kvarta na Rotten Tomatoes
- Kraljevi kvarta na All Movie
- Kraljevi kvarta na Box Office Mojo
- Kraljevi kvarta  Arhivirana inačica izvorne stranice od 11. studenoga 2013. (Wayback Machine) na Metacritic